# Cyathocoma ecklonii
Cyathocoma ecklonii är en halvgräsart som beskrevs av Christian Gottfried Daniel Nees von Esenbeck. Cyathocoma ecklonii ingår i släktet Cyathocoma, och familjen halvgräs. Inga underarter finns listade i Catalogue of Life.